# Germaine Cellier
Germaine Cellier, née le 26 mars 1909 à Bordeaux et morte le 12 juin 1976 à Clichy, est une parfumeuse française. Connue pour avoir créé des fragrances comme Bandit ou Fracas, elle est une des premières femmes à avoir acquis une notoriété, grâce à plusieurs créations couronnées de succès, dans ce métier de nez, à l'époque dominé par les hommes.

## Biographie
Son père Georges est un touche-à-tout bohème qui aimait faire sa fête, dont la propre mère était herboriste. Née en 1909, Germaine Cellier est pensionnaire dans une école religieuse à Créon (Gironde).
À la fin des années 1920, elle monte à Paris pour y étudier la chimie. Après avoir obtenu ses diplômes, elle est embauchée en 1930 comme chimiste par l'entreprise française Roure Bertrand,.
Dans les années 1940, Germaine Cellier fait la rencontre de Robert Piguet, un ancien styliste de Paul Poiret qui vient de lancer sa propre marque. Piguet se donne pour but de faire souffler un vent de jeunesse et de modernité dans cette période d'après-guerre. Il laisse carte blanche à Germaine Cellier pour créer son parfum, un des premiers parfums de la maison Piguet.
En 1944, Germaine Cellier créé ainsi pour Robert Piguet le parfum Bandit, l'un des premiers chyprés cuir de la parfumerie, « un cuiré sauvage éclairé de violette […], coiffé de fleurs blanches et de vétiver ». Elle utilise pour l'intensité de cette senteur cuirée 1 % d'isobutyl quinoline.
En 1945, elle crée pour la maison Balmain Vent Vert, considéré comme le premier parfum « vert » (c'est-à-dire à « notes vertes »). Elle y introduisit 8 % de galbanum.
En 1946, elle crée Cœur Joie pour Nina Ricci, une fragrance verte et florale fondée sur l'iris de Florence, qui sera vendue dans un flacon de cristal signé Lalique. Christian Bérard conçoit la publicité.
En 1947, Élysées 64-83, un nouveau chypré cuir, poudré cette fois-ci et non fleuri. Son flacon est cubique, et son nom lui est donné en raison du numéro de téléphone des tout nouveaux salons de Pierre Balmain.
En 1948, elle collabore avec Robert Piguet à nouveau et créé Fracas, un succès commercialisé sans interruption aux États-Unis, ce qui ne fut pas le cas en France. C'est un parfum à la tubéreuse, avec des accents de fleurs d'oranger. La formule contient entre autres de l'absolu de tubéreuse d'Inde, de l'absolu de fleurs d'oranger de Tunisie, du jasmin de Grasse et de l'iris de Florence. De grands noms du cinéma et de la mode l'ont porté dans les années 1940, et plusieurs célébrités contemporaines le portent encore : Marc Jacobs avoue que s'il était un parfum, ce serait Fracas, « typique des années 1940, au sillage entêtant, obsédant, enivrant... », Agnès B., Isabella Blow, Isabelle Huppert, Jerry Hall, Alexander McQueen, Sofia Coppola, Stella Tennant ou encore Courtney Love. Vent Vert de Balmain et Fracas de Piguet sont deux de ses jus correspondant à deux de ses grands succès.
En 1949, Germaine Cellier crée La Fuite des Heures pour Balenciaga, un parfum aux notes herbacées, anis et fleurs (jasmin, thym et violette) et aux tonalités boisées, de cuir et d'ambre.
Entre les années 1950 et 1961, elle dispose de son propre laboratoire, Exarôme, situé au 38 rue Victor-Hugo, à Neuilly-sur-Seine. En effet, Louis Amic lui trouve cet endroit car elle ne s'entend pas avec Jean Carles, autre créateur de Roure. On lui propose ensuite un autre laboratoire, qu'elle n'utilisera pas car situé à un étage trop élevé pour son artérite, et continuera à travailler au siège de la rue Garnier.
En 1953, pour Balmain, Germaine Cellier a l'idée d'un parfum cuir et violette : il est nommé Jolie Madame et s'inspire de l'esprit de Bandit, mais davantage policé et capiteux. Son slogan est : « plus qu'un parfum, une présence » et René Gruau dessine les affiches. En raison de son succès, entre 1952 et 1957, Pierre Balmain baptise de son nom onze collections de mode d'affilée.
En 1964, nouvelle collaboration avec la maison Balmain : Monsieur Balmain est un dosage de verveine et de citronnelle, précurseur des eaux fraîches.
Au cours de sa vie, Germaine Cellier a cultivé des amitiés avec de grands noms des arts, de la culture et de l'industrie (François Périer, Marie Daëms, Bernard Blier, Maria Casarès, Jean Hugo, Christian Bérard, Jean Marchat, Paul Caldaguès, Jean Galtier-Boissière, Pierre-Louis ou encore Huguette Glasser, épouse de Georges Glasser), organisant de nombreuses soirées et partant avec certains en vacances au Pyla. Grande fumeuse, elle s'est éteinte à Paris à l'âge de 67 ans, en 1976, d'un œdème au poumon. Elle est enterrée à Pau, près de ses parents.
En 1999, Fracas et Bandit ont été relancés sur le marché avec une nouvelle formule.

## Vie privée
Elle a été la compagne du peintre Chas Laborde, du dessinateur Jean Oberlé (vivant dans son appartement du 19 rue de Lille) puis du joueur de tennis Christian Boussus (avec qui elle vit après-guerre 23 boulevard du Montparnasse puis en 1955 8 rue du Boccador).